# Хусанов, Шерзод Алимович
Шерзод Алимович Хусанов (узб. Sherzod Alimovich Husanov; род. 27 января 1980, Фергана, Узбекистан) — узбекский боксёр-профессионал, выступающий в первой средней, в средней и во второй средней весовых категориях. Двукратный участник Олимпийских игр (2000, 2004), двукратный призёр чемпионатов мира (2001, 2003), бронзовый призёр Азиатских игр (2002), и двукратный призёр чемпионатов Азии (2002, 2004) в любителях.

## Биография
Родился в 1980 году в городе Фергана, в Узбекистане.
Долгое время проживал в городе Нижний Тагил и тренировался в клубе ВАЛЕФ, в настоящее время проживает в Фергане, в Узбекистане.

## Любительская карьера
В 2000 году принял участие в Олимпийских играх в Сиднее, но занял там лишь 9-е место.
В 2001 году стал бронзовым призёром чемпионата мира. В 2002 году завоевал серебряную медаль Азиатских игр. В 2003 году стал серебряным призёром чемпионата мира.
В 2004 году стал серебряным призёром чемпионата Азии, но на Олимпийских играх в Афинах занял лишь 5-е место.

## Профессиональная карьера
26 сентября 2020 года в Ченстохова (Польша) состоялся бой между 40-летним Шерзодом Хусановым (21-1-1, 9 КО) и 26-летним местным проспектом 2-го среднего веса Робертом Пажечевским (25-1, 16 КО), в котором польский проспект проиграл техническим нокаутом в конце 2-го раунда. По данным RingPolska, ветеран из Узбекистана получил в награду контракт от организатора шоу Tymex Boxing Promotion и его ожидает бой-реванш.

## Таблица профессиональных поединков
В таблице перечислены результаты всех поединков боксёров.
В каждой строке указан результат поединка. Дополнительно номер поединка обозначен цветом, который обозначает итог поединка. Расшифровка обозначений и цветов представлена в нижеследующей таблице.
| Пример | Расшифровка                     |
| ------ | ------------------------------- |
|        | Победа                          |
|        | Ничья                           |
|        | Поражение                       |
|        | Планируемый поединок            |
|        | Поединок признан несостоявшимся |
| КО     | Нокаут                          |
| ТКО    | Технический нокаут              |
| PTS    | Решение судей (по очкам)        |
| UD     | Единогласное решение судей      |
| MD     | Решение большинства судей       |
| SD     | Раздельное решение судей        |
| RTD    | Отказ от продолжения боя        |
| DQ     | Дисквалификация                 |
| NC     | Поединок признан несостоявшимся |

| 26 поединков, 22 победы (10 нокаутом), 1 ничья, 3 поражения. | 26 поединков, 22 победы (10 нокаутом), 1 ничья, 3 поражения. | 26 поединков, 22 победы (10 нокаутом), 1 ничья, 3 поражения. | 26 поединков, 22 победы (10 нокаутом), 1 ничья, 3 поражения. | 26 поединков, 22 победы (10 нокаутом), 1 ничья, 3 поражения. | 26 поединков, 22 победы (10 нокаутом), 1 ничья, 3 поражения. | 26 поединков, 22 победы (10 нокаутом), 1 ничья, 3 поражения.                                                                            | 26 поединков, 22 победы (10 нокаутом), 1 ничья, 3 поражения. |
| Бой                                                          | Рекорд                                                       | Дата боя                                                     | Соперник                                                     | Место проведения боя                                         | Раундов, время                                               | Дополнительно |                                                              |
| ------------------------------------------------------------ | ------------------------------------------------------------ | ------------------------------------------------------------ | ------------------------------------------------------------ | ------------------------------------------------------------ | ------------------------------------------------------------ | --- | ------------------------------------------------------------ |
| 26                                                           | 22-3-1                                                       | 10 июля 2021                                                 | Зак Паркер (20-0)                                            | Альберт-холл, Лондон, Великобритания                         | KO 1 (10), 2:47                                              | Бой за титул чемпиона по версии WBO International во 2-м среднем весе.                                                                  |                                                              |
| 25                                                           | 22-2-1                                                       | 8 апреля 2021                                                | Асламбек Идигов (19-0)                                       | Грозный, Чечня, Россия                                       | UD 10 (10)                                                   | Счёт: 90-100 (трижды). Бой за титул чемпиона Европы по версиям WBO (3-я защита Идигова) и IBF (2-я защита Идигова) во 2-м среднем весе. |                                                              |
| 24                                                           | 22-1-1                                                       | 26 сентября 2020                                             | Роберт Пажечевский (25-1)                                    | Hala Sportowa, Ченстохова, Польша                            | TKO 2 (10), 2:59                                             | |                                                              |
| 23                                                           | 21-1-1                                                       | 21 сентября 2018                                             | Дамиан Йонак (40-0-1)                                        | Hala Widowiskowo-Sportowa, Ястшембе-Здруй, Польша            | UD 8 (8)                                                     | Счёт: 74-78, 75-77 (дважды). |                                                              |
| 22                                                           | 21-0-1                                                       | 13 мая 2018                                                  | Отабек Ибрагимов (1-1)                                       | Маргилан, Узбекистан                                         | RTD 1 (12), 3:00                                             | |                                                              |
| 21                                                           | 20-0-1                                                       | 30 сентября 2017                                             | Кирилл Самодуров (9-0)                                       | ДС Квант, Троицк, Москва, Россия                             | UD 8 (8)                                                     | Счёт: 80-72, 79-73, 79-74. |                                                              |
| 20                                                           | 19-0-1                                                       | 8 февраля 2014                                               | Карлос Адан Херес (38-16-3)                                  | ДС «Узбекистон», Ташкент, Узбекистан                         | UD 12 (12)                                                   | Счёт: 120-106, 120-107 (дважды). |                                                              |

## Звания
- Заслуженный спортсмен Республики Узбекистан (2001)[2]
- «Узбекистон ифтихори» (2002)[3].